# Europejska Stolica Kultury

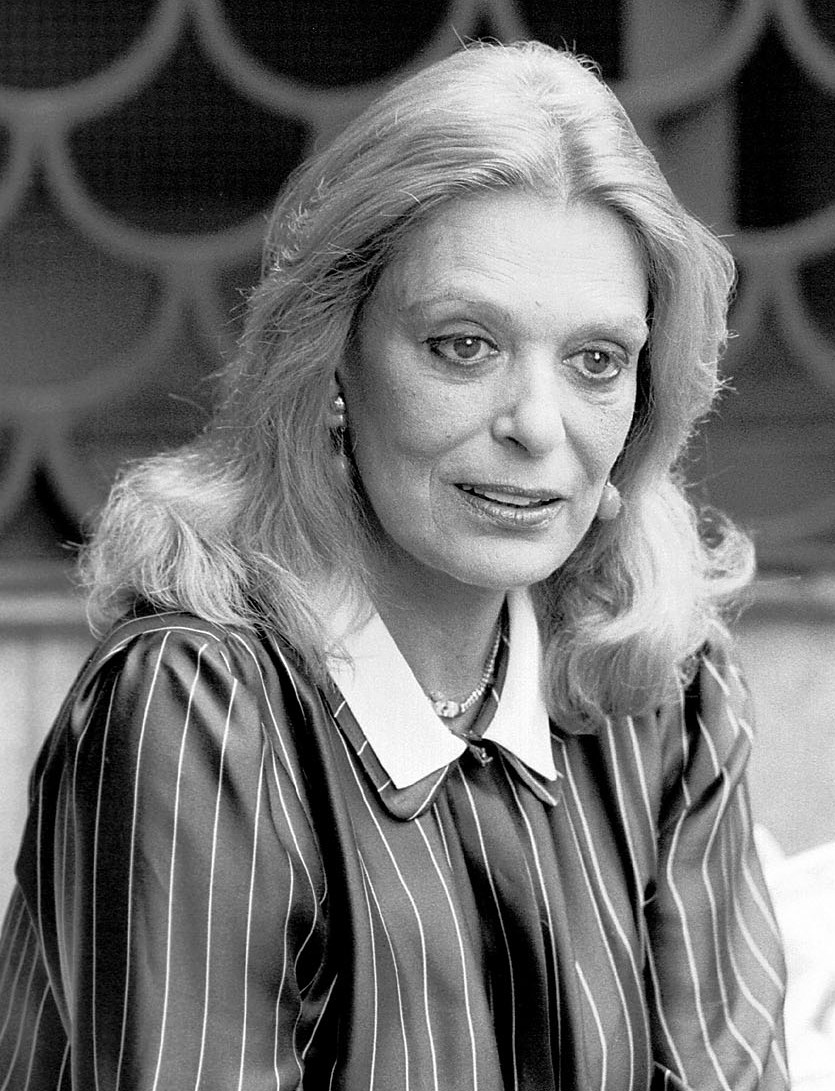
Melina Mercouri, pomysłodawczyni tytułu Europejskiej Stolicy Kultury

Europejska Stolica Kultury – europejskie miasto wybrane przez Unię Europejską, które w ciągu jednego roku może zaprezentować życie kulturalne miasta, całego regionu i państwa.
W większości przypadków miasta starają się wykorzystać tę okazję i związane z nią fundusze (po 1,5 mln euro od UE w 2010 r.) na rozwinięcie swojej oferty kulturalnej, tak by mogły przyciągnąć międzynarodową publiczność. Wybrany ośrodek przez 12 miesięcy przedstawia swoje dziedzictwo historyczne. Miasta i regiony organizują specjalnie na tę okazję koncerty, festiwale, pokazy, konferencje i inne działania reklamujące miasto i region. Zdecydowanie uważa się, że ESK znacznie zwiększa korzyści społeczne i gospodarcze, zwłaszcza gdy wydarzenia są częścią długofalowej strategii rozwoju kulturalnego miasta i otaczającego regionu.

## Historia
Idea, by użyć kultury do głębszego zintegrowania Europejczyków, zrodziła się 13 czerwca 1985 podczas spotkania Rady Unii Europejskiej. Przedstawiła ją grecka minister kultury Melina Mercouri.
Inicjatywa Europejskich Miast Kultury szybko się przyjęła w Europie. Pierwszym Europejskim Miastem Kultury były greckie Ateny. Podobna inicjatywa pojawiła się też w Ameryce.
W 1999 jej nazwę zmieniono na Europejskie Stolice Kultury, wprowadzono też zmiany procedury wyboru miast-organizatorów, które obowiązują od 2005. Co roku typowane są dwa państwa z Unii Europejskiej, z których chętne miasta na 9 lat wcześniej składają swoje kandydatury. Spośród zgłoszonych miast Unia Europejska wybiera po jednym z obu państw. Ponadto, od 2021 roku co trzy lata będzie wybierana trzecia stolica, z państwa będącego kandydatem do Unii Europejskiej lub należącego do EFTA. W 2021 roku stolicą kultury będzie serbski Nowy Sad.
Miasta kandydackie muszą spełnić szereg warunków przewidzianych w aktach prawa unijnego – m.in. promowanie własnej kultury poprzez instytucję Ambasadora Kultury, czyli twórcy silnie związanego z miastem, współpracę międzynarodową, akcentowanie wartości europejskich oraz prowadzenie działań kulturalnych promujących miasto i region. Nie bez znaczenia są też metody propagowania informacji o kandydacie: coraz większą wagę przykłada się tu do technologii informatycznych.

## Europejskie Stolice Kultury
- 1985: Ateny (Grecja)
- 1986: Florencja (Włochy)
- 1987: Amsterdam (Holandia)

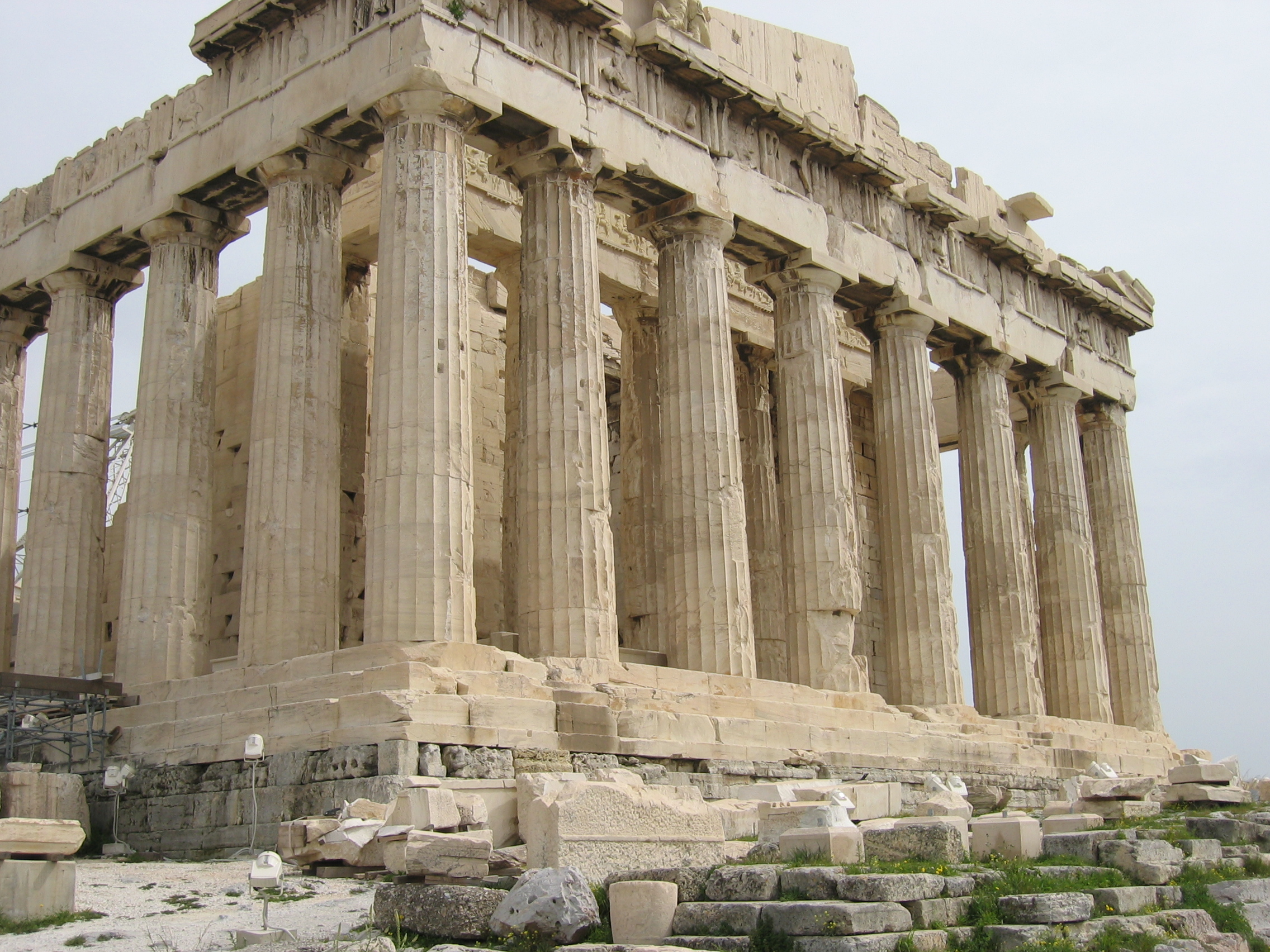
Partenon w Atenach, pierwszym mieście z tytułem Europejskiego Miasta Kultury w 1985.

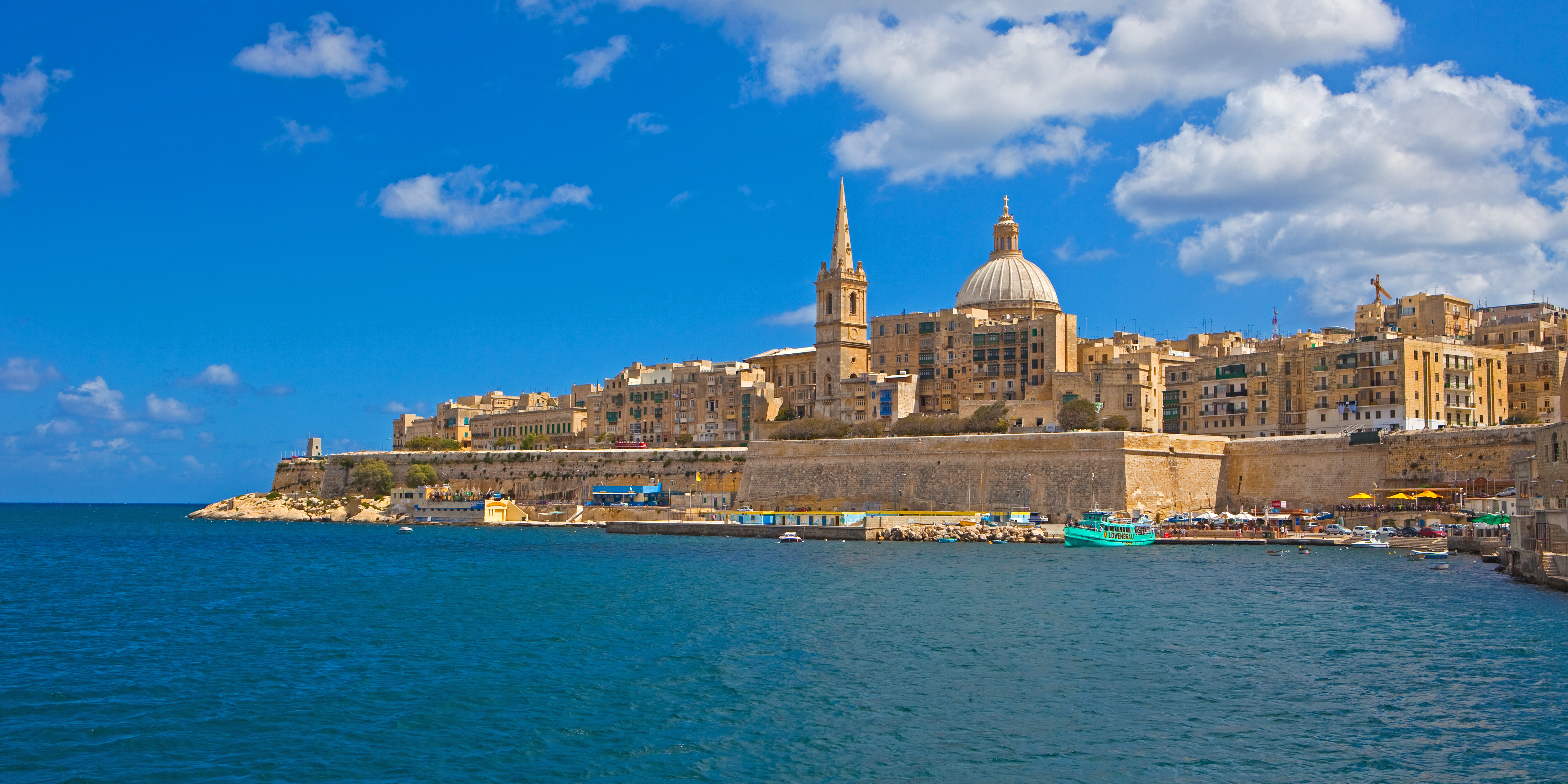
Valletta (Malta) – Europejska Stolica Kultury 2018

- 1988: Berlin Zachodni (Berlin Zachodni)
- 1989: Paryż (Francja)
- 1990: Glasgow (Wielka Brytania)
- 1991: Dublin (Irlandia)
- 1992: Madryt (Hiszpania)
- 1993: Antwerpia (Belgia)
- 1994: Lizbona (Portugalia)
- 1995: Luksemburg (Luksemburg)
- 1996: Kopenhaga (Dania)
- 1997: Saloniki (Grecja)
- 1998: Sztokholm (Szwecja)
- 1999: Weimar (Niemcy)
- 2000: Reykjavík (Islandia), Bergen (Norwegia), Helsinki (Finlandia), Bruksela (Belgia), Praga (Czechy), Kraków (Polska), Santiago de Compostela (Hiszpania), Awinion (Francja), Bolonia (Włochy)
- 2001: Rotterdam (Holandia), Porto (Portugalia)
- 2002: Brugia (Belgia), Salamanka (Hiszpania)
- 2003: Graz (Austria)
- 2004: Genua (Włochy), Lille (Francja)
- 2005: Cork (Irlandia)
- 2006: Patras (Grecja)
- 2007: Luksemburg (Luksemburg), Sybin (Rumunia)
- 2008: Liverpool (Wielka Brytania), Stavanger (Norwegia)
- 2009: Wilno (Litwa)[4], Linz (Austria)
- 2010: Essen/Zagłębie Ruhry (Niemcy), Pecz (Węgry), Stambuł (Turcja)
- 2011: Turku (Finlandia), Tallinn (Estonia)
- 2012: Guimarães (Portugalia), Maribor (Słowenia)
- 2013: Marsylia-Prowansja (Francja), Koszyce (Słowacja)
- 2014: Umeå (Szwecja), Ryga (Łotwa)
- 2015: Mons (Belgia), Pilzno (Czechy)
- 2016: Wrocław (Polska), San Sebastián (Hiszpania)
- 2017: Aarhus (Dania), Pafos (Cypr)
- 2018: Leeuwarden (Holandia), Valletta (Malta)
- 2019: Matera (Włochy), Płowdiw (Bułgaria)
- 2020: Rijeka (Chorwacja), Galway (Irlandia)
- 2021: Timișoara (Rumunia), Eleusis (Grecja), Nowy Sad (Serbia)[5][6] (z powodu pandemii koronawirusa Timișoara i Eleusis zostały przeniesione na rok 2023, a Nowy Sad na 2022)[7].
- 2022: Kowno (Litwa)[8], Esch-sur-Alzette (Luksemburg)[9], Nowy Sad (Serbia; przeniesione z 2021)[10]
- 2023: Veszprém (Węgry), Timișoara (Rumunia; przeniesione z 2021), Eleusis (Grecja; przeniesione z 2021)[11]
- 2024: Tartu (Estonia), Bad Ischl (Austria), Bodø (Norwegia)[12]
- 2025: Nova Gorica[13] (Słowenia, kandydatura łączona z Gorizią po włoskiej stronie granicy)[14], Chemnitz (Niemcy)[15]

### Przyszłe Europejskie Stolice Kultury
- 2026: Trenczyn (Słowacja)[16], Oulu (Finlandia)[17]
- 2027: Lipawa (Łotwa)[18], Évora (Portugalia)[19]
- 2028: Czeskie Budziejowice (Czechy)[20][21], Bourges (Francja)[22] oraz Skopje (miasto z kraju kandydującego do UE)[23][24]
- 2029: Lublin (Polska), Kiruna (Szwecja)
- 2030: Cypr, Belgia
- 2031: Malta, Hiszpania
- 2032: Bułgaria, Dania
- 2033: Holandia, Włochy

## Europejskie Stolice Kultury w Polsce

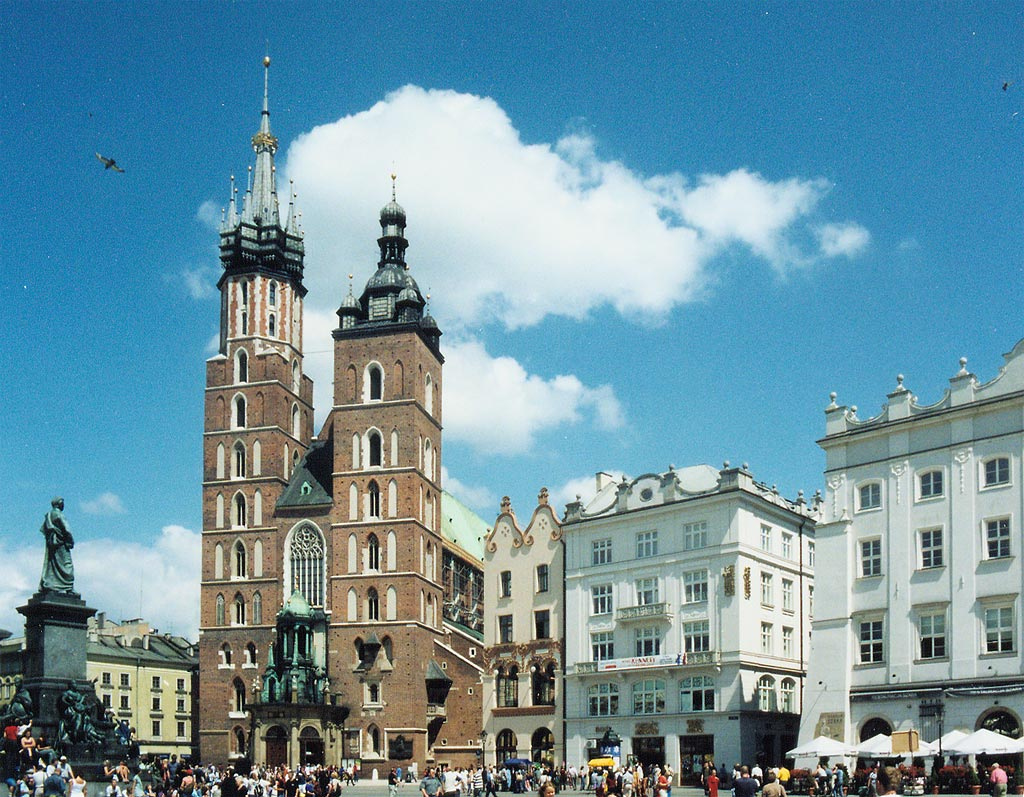
Kraków, pierwsze miasto w Polsce z tytułem Europejskiej Stolicy Kultury w 2000 roku

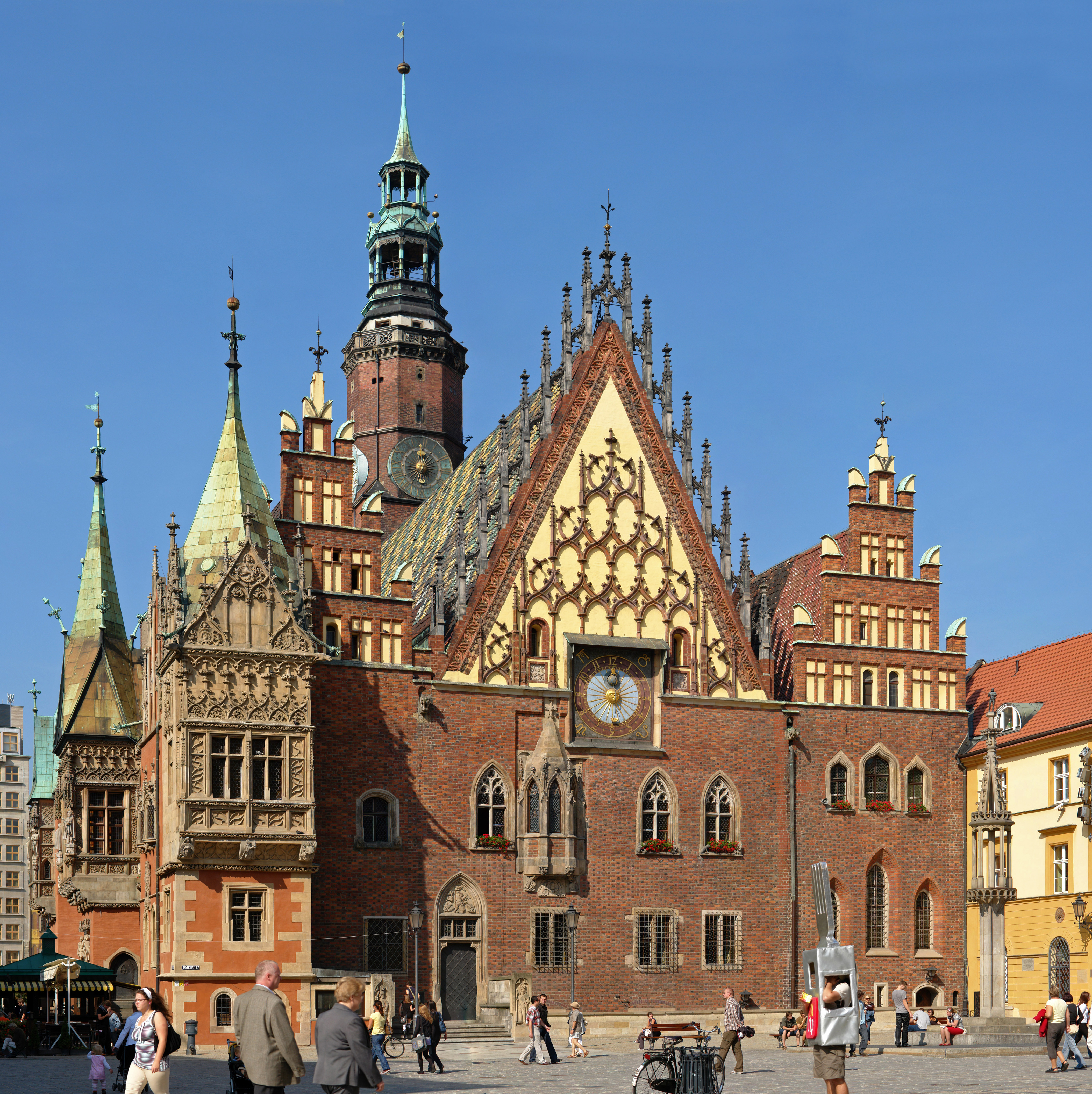
Wrocław, drugie miasto w Polsce z tytułem Europejskiej Stolicy Kultury w 2016 roku

Do tej pory trzy polskie miasta zostały wyróżnione tym tytułem – Kraków (2000), Wrocław (2016) oraz Lublin (2029)

### Kraków jako Europejska Stolica Kultury
Pierwszym miastem był Kraków, wybrany w 2000 roku. Rok ten był traktowany przez Unię Europejską wyjątkowo, jako podkreślenie trwałego dziedzictwa i wkładu miast europejskich w osiągnięcia kultury i cywilizacji światowej. W związku z tym wybrano aż dziewięć miast: Awinion, Helsinki, Bruksela, Bolonia, Santiago de Compostela, Reykjavík, Bergen, w tym dwa miasta z nowych państw członkowskich UE, mających wstąpić dopiero 1 maja 2004 – Kraków i Pragę. Decyzja o wyborze spośród polskich miast właśnie Krakowa została podjęta przez rząd polski. Nie odbywały się prezentacje ani konkursy poszczególnych miast.

### Kandydaci do ESK 2016
9 listopada 2009 roku minister kultury i dziedzictwa narodowego ogłosił oficjalny konkurs o tytuł Europejskiej Stolicy Kultury 2016, w którym wszystkie polskie miasta miały równe szanse w jego otrzymaniu. Chęć wystartowania wyraziły: Białystok, Bydgoszcz, Gdańsk, Katowice, Lublin, Łódź, Poznań, Szczecin, Toruń, Warszawa i Wrocław. Na początku października 2010 dokonano preselekcji miast hiszpańskich kandydujących do tytułu. Rywalizacja toczyła pomiędzy sześcioma miastami: Burgos, San Sebastián, Las Palmas, Kordobą, Segowią i Saragossą. Dnia 28 czerwca 2011 na hiszpańską Europejską Stolicę Kultury wybrano miasto San Sebastián.

### Wrocław jako Europejska Stolica Kultury
21 czerwca 2011 roku do tytułu Europejskiej Stolicy Kultury spośród polskich kandydatów nominowany został Wrocław. Głównym autorem aplikacji ESK, która przyczyniła się do wyboru Wrocławia, jest Adam Chmielewski. W lipcu 2012 roku powstała oficjalna instytucja odpowiedzialna za przygotowanie Wrocławia do obchodów ESK 2016, która jest połączeniem Centrum Sztuki IMPART oraz biura Wrocław 2016.